# Быковка (приток Липовки)
Быковка — река в России, левый приток Липовки. Протекает в Кошкинском районе Самарской области.

## География
Устье реки находится в 18 км по левому берегу реки Липовка. Длина реки составляет 18 км. Притоки: Средняя Быковка, Верхняя Быковка.

## Данные водного реестра
По данным государственного водного реестра России относится к Нижневолжскому бассейновому округу, водохозяйственный участок реки — Сок от истока и до устья. Речной бассейн реки — Волга от верховий Куйбышевского вдхр. до впадения в Каспий.
Код объекта в государственном водном реестре — 11010000612112100006065.